# Elecciones estatales extraordinarias de Puebla de 2011
Las Elecciones estatales extraordinarias de Puebla de 2011 se llevaron a cabo el domingo 3 de julio de 2011, y en ellas se renovaron los siguientes cargos de elección popular en el estado de Puebla:
- 3 ayuntamientos. Compuestos por un Presidente Municipal y regidores, electos para un periodo de tres años no reelegibles para el periodo inmediato.

## Resultados

### Municipio de Tlaola
En el caso de Tlaola, municipio con el mayor número de votantes, registra un padrón general de 11 mil 871 votantes; cabe destacar que en este municipio se determinó realizar elección extraordinaria por la detección de 409 boletas falsas en el proceso de 2010. En esta jornada electoral extraordinaria, aquí, no postularon candidatos el PRD y PT.
|  | 43.12 % |

|  | 36.05 % |

|  | 15.39 % |

|  | 3.06 % |

|  | 2.28 % |

|  | 0.10 % |

|  | 100.00 % |

### Municipio de San Jerónimo Tecuanipan
Para San Jerónimo Tecuanipan, se registra un padrón de 3 mil 676 electores; en este municipio se repite la elección ya que hubo un empate técnico entre el PRI y el PAN. En esta comuna durante esta jornada electoral extraordinaria no compitieron el PRD, ni el PT.
|  | 34.38 % |

|  | 26.85 % |

|  | 0.58 % |

|  | 36.02 % |

|  | 1.89 % |

|  | 0.25 % |

|  | 100.00 % |

### Municipio de Ixcamilpa de Guerrero
Finalmente, para Ixcamilpa se registra un padrón de 3 mil 283 ciudadanos; aquí se repite la elección debido a que el alcalde de la administración saliente impidió el conteo de votos el día de la elección de 2010. En esa ocasión, no compitieron el PRD, PT ni el PANAL.
|  | 44.44 % |

|  | 53.88 % |

|  | 0.54 % |

|  | 1.17 % |

|  | 0 % |

|  | 100.00 % |